# 타이탄 II GLV
타이탄 II GLV(Gemini Launch Vehicle)는 미국의 우주발사체다. 제미니 계획을 위해 사용되었으며, 제미니-타이탄 II 또는 제미니 로켓이라고도 한다.

## 역사
미국의 2번째 ICBM인 타이탄 I의 개량형 타이탄 II를 다시 우주발사체로 개조했다.
제미니는 쌍둥이란 의미로, 2인승 유인우주선 계획이다. 12회 발사되어 12회 모두 성공했다.

## 발사
- GT-1, GLV-1 12556, 1964년 4월 8일, 무인 테스트
- GT-2, GLV-2 12557, 1965년 1월 19일, 무인 테스트, 대기권 재돌입 시험
- GT-3, GLV-3 12558, 1965년 3월 23일, 제미니 3호, 거스 그리섬, 존 영
- GT-IV, GLV-4 12559, 1965년 6월 3일, 제미니 4호, 제임스 맥디빗, 에드 화이트
- GT-V, GLV-5 12560, 1965년 8월 21일, 제미니 5호, 고든 쿠퍼, 찰스 콘래드
- GT-VII	GLV-7 12562, 1965년 12월 4일, 제미니 7호, 프랭크 보먼, 짐 로벨
- GT-VI A, GLV-6 12561, 1965년 12월 15일, 제미니 6A호, 월리 스키라, 토머스 스태포드
- GT-VIII, GLV-8 12563, 1966년 3월 16일, 제미니 8호, 닐 암스트롱, 데이빗 스콧
- GT-IX A, GLV-9 12564, 1966년 6월 3일, 제미니 9A호, 토머스 스태포드, 유진 서넌
- GT-X, GLV-10 12565, 1966년 7월 18일, 제미니 10호, 존 영, 마이클 콜린스
- GT-XI, GLV-11 12566, 1966년 9월 12일, 제미니 11호, 찰스 콘래드, 리처드 고든
- GT-XII, GLV-12 12567, 1966년 11월 11일, 제미니 12호, 짐 로벨, 버즈 올드린

## 대한민국
미국은 머큐리 계획을 통해, 30톤 머큐리-레드스톤 로켓으로 1.83톤 1인승 유인우주선을 발사했다. 즉 한국의 52톤 누리호 시험발사체는 "한국판 머큐리 로켓"이라고 할 수 있다.
미국은 제미니 계획을 통해, 152톤 제미니 로켓으로 3.2톤 2인승 유인우주선을 12회 발사했다. 즉 한국의 200톤 누리호는 "한국판 제미니 로켓"이라고 할 수 있다.
한국 항우연은 계획이 없는데, 누리호 1단을 2개로 묶으면 8톤 3인승 유인우주선을 발사할 수 있다. "한국판 소유즈 로켓"이라고 할 수 있다. 러시아는 소유즈 로켓을 1966년부터 2018년까지 52년 동안 사용중이다.

## 같이 보기
- 소유스 로켓